# 死亡飛車 (遊戲)
《死亡飛車》是美国Exidy开发的竞速游戏，并于1976年4月首次向街机销售商出货。游戏修編自Exidy公司在1975年出品的游戏《破坏德比》，玩家駕駛汽車在時限內，追逐輾過盡可能多的人，將他們變成墓碑。